# Abadía de Nådendal
La Abadía de Nådendal (en sueco: Nådendalskloster; en latín: Monasterium vallis gratiæ; en finés: Naantalin luostari) era una abadía en la Finlandia que entonces era sueca, en funcionamiento desde 1438 hasta 1591. La abadía se encontraba inicialmente en Masku, luego, en Perniö (1441) y finalmente en Naantali en 1443. Fue uno de los seis monasterios en Finlandia durante la Edad Media, y, como un monasterio doble, el único que aceptó a las mujeres.
Nådendal recibió muchas donaciones durante el siglo XV. Durante la reforma protestante sueca de 1527, sin embargo, muchas donaciones fue tomadas de nuevo por las familias de los donantes. A la abadía se le impidió aceptar nuevos novicios y muchos miembros la abandonaron entre ellos la abadesa Valborg Joakimsdotter Fleming 1526-1531). En 1554, la plata de la iglesia fue confiscada y la abadía fue visitada por el obispo luterano Mikael Agrícola, momento en el que sus miembros fueron obligadas a comprometerse a ser "cristianos evangélicos", y a abstenerse de venerar a los santos y las lecturas de las revelaciones de Santa Brígida en público.
En 1556, las fincas y bienes de la abadía fueron confiscadas, pero el resto de los miembros de la comunidad monástica se les permitió una pensión real. La última abadesa reconocida, Birgitta Knutsdotter, murió en 1577. Para entonces, sólo había cuatro monjas y un monje. La última monja católica, Elin Knutsdotter, murió en 1591.